# 中村洪介
中村 洪介（なかむら こうすけ、1930年9月20日 - 2001年2月25日）は、日本の音楽評論家、近代日本洋楽史家、物理学者。
東京生まれ。1961年東京大学大学院理学研究科物理学専攻博士課程満期退学。65年「重イオン核反応において射出されるα粒子の角度分布並びにエネルギー分布に関する考察」で理学博士。1965-67年カリフォルニア大学で学び、68-70年ブリュッセル自由大学研究員。筑波大学理学系助教授、教授、1993年定年となり、中央大学教授を務め、定年直前に肝不全のため死去。1988年『西洋の音、日本の耳』で芸術選奨文部大臣賞受賞。

## 著書
- 『西洋の音、日本の耳 近代日本文学と西洋音楽』春秋社 1987
- 『近代日本洋楽史序説』林淑姫監修 東京書籍 2003

共編著
- 『日本のオーケストラ 1983-1985』小川昂共編著 日本交響楽振興財団・音楽之友社 1988

## 翻訳
- 偉大な指揮者たち 指揮の歴史と系譜 ハロルド・C.ショーンバーグ 音楽之友社 1980
- ローゼンストック回想録 音楽はわが生命 ジョセフ・ローゼンストック 日本放送出版協会 1980

## 注
1. ↑  『現代日本人名録』1987年